# Funicolare vesuviana
Die Funicolare vesuviana war eine Standseilbahn auf den Vesuv, die von 1880 bis 1944 in Betrieb war. Sie wurde bekannt durch das Werbelied Funiculì, Funiculà, das zur Eröffnung der Bahn komponiert worden war. Die Bahn wurde von 1880 bis 1900 als Einschienenbahn betrieben und von 1904 bis 1944 als normale Standseilbahn.

## Geschichte

### Einschienenbahn
Der Vesuv wurde im ausgehenden 19. Jahrhundert zur Touristenattraktion, doch der Aufstieg bis zum Kraterrand war mühsam und beschwerlich. Der ungarische Unternehmer Ernesto Emanuele Oblieght suchte zusammen mit Ingenieuren nach einer Möglichkeit, eine Bahn auf den Vesuv zu bauen. Die Lösung wurde schließlich im Bau einer als Standseilbahn zu betreibenden Einschienenbahn gefunden, die am 10. Juni 1880 eröffnet wurde. Die beiden Wagen der Bahn hießen Etna ‚Ätna‘ und Vesuvio ‚Vesuv‘ und fassten nur acht Personen. Die Fahrt auf den Berg dauerte 10 Minuten.
Die Bahn wurde anfänglich durch das Unternehmen von Oblieght betrieben, ging aber nach einigen Jahren an die Société Anonyme du Chemin de Fer Funiculaire du Vèsuve über. Diese Gesellschaft wurde wegen ausbleibender Fahrgäste zahlungsunfähig und musste im November 1888 an das britische Reisebüro Thomas Cook and Son verkauft werden. Die Einschienenbahn wurde 1900 durch einen Brand zerstört.

### Standseilbahn
Im September 1903 eröffnete Thomas Cook die Ferrovia Elettrica del Vesuvio – eine Zahnradbahn, welche die Talstation der Standseilbahn mit Pugliano an der Ferrovia Circumvesuviana verband. Für die größere Anzahl Fahrgäste wurde eine neue eingleisige Standseilbahn mit Ausweiche in der Mitte gebaut, deren Wagen wie üblich auf zwei Schienen liefen. Die Bahn wurde 1904 eröffnet und stand bis zum Ausbruch des Vesuvs im April 1906 in Betrieb. Die Bahn wurde wieder aufgebaut und 1909 abermals in Betrieb genommen. Im März 1911 wurde die Bergstation der Bahn zerstört, weil ein Teil des Kraterrandes einstürzte. Die Bahn blieb bis 1944 in Betrieb, bis sie von einem Ausbruch des Vesuvs abermals zerstört wurde. Cook beschloss, nicht mehr in den Wiederaufbau der Bahn zu investieren, und verkaufte die Anlage an die Strade Ferrate Secondarie Meridionali, die auch die Ferrovia Circumvesuviana verwaltete. Die Standseilbahn wurde durch eine Sesselbahn ersetzt, die im Juli 1953 in Betrieb ging und 1984 endgültig geschlossen wurde.